# كارل تانر
كارل تانر (بالإنجليزية: Carl Tanner)‏ هو موسيقي ومغني ومغني أوبرا أمريكي، ولد في 1962.